# Corps expéditionnaire italien sur le front de l'Est

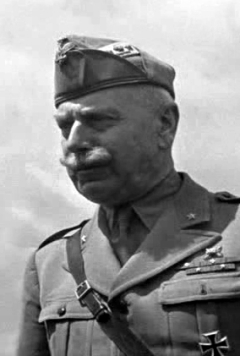
Le général Italo Gariboldi commande la VIIIe armée italienne pendant la défaite de Stalingrad.

Le Corps expéditionnaire italien sur le front de l'Est (Corpo di Spedizione Italiano in Russia, CSIR), et la VIIIe armée italienne en Russie (ARMIR), désigne les grandes unités de l'Armée royale italienne (Regio Esercito), déployées successivement sur le front de l'Est de juin 1941 à février 1943.

## Histoire
L'engagement de l'Italie fasciste sur le front de l'Est pendant la Seconde Guerre mondiale commence le 22 juin 1941, au lendemain du lancement de l'opération Barbarossa, nom de code donnée par les Allemands à l'invasion de l'Union soviétique.
L'engagement est une preuve de solidarité avec les Allemands. À cet effet, Benito Mussolini ordonne qu'un contingent de l'armée royale italienne soit préparé pour son envoi sur le Front de l'est. Ainsi, début juillet, un corps expéditionnaire d'environ 235 000 hommes est constitué et envoyé sur le front, malgré le manque d'enthousiasme initial manifesté par le dictateur allemand Adolf Hitler.
De 1941 à 1943, les Italiens maintiennent deux grandes unités engagées dans la guerre contre l'Union soviétique.
La première est le Corps expéditionnaire italien en Russie (Corpo di Spedizione Italiano in Russia, ou CSIR) une unité du niveau du corps d'armée tandis que la deuxième s'identifie à l'Armée italienne en Russie (Armata Italiana in Russia, ou ARMIR) également connue sous l'appellation VIIIe armée italienne.

## Corps expéditionnaire italien en Russie

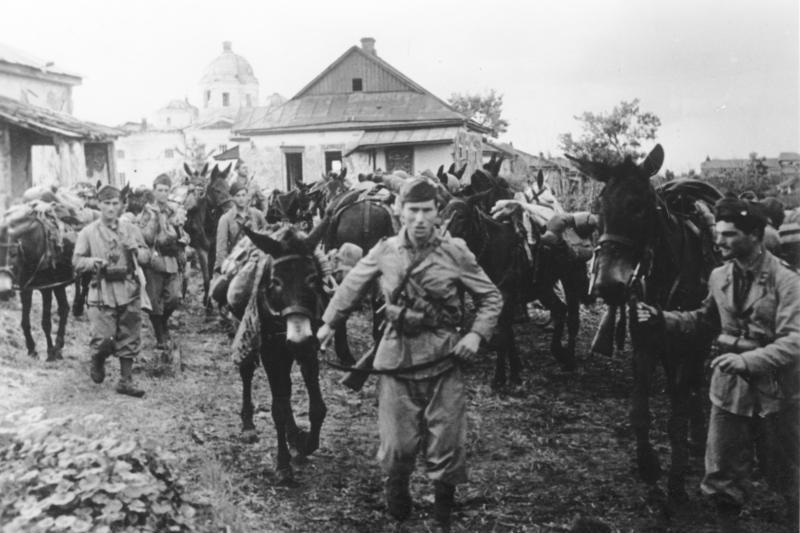
Troupes italiennes en Russie en juillet 1942 guerre mondiale.

Le Corps expéditionnaire italien arrive en Russie le 10 juillet 1941. Cette grande unité correspondant au XXXVe corps du Regio Esercito comprenait des unités de Chemises noires et des troupes étrangères intégrées au Regio Esercito comme la Légion croate et le Gruppo squadroni cosacchi « Campello », ainsi qu'une escadrille de l'Armée de l'air royale italienne (Regia Aeronautica).
À partir du 10 juillet et jusqu'au 5 août, les troupes, environ 62 000 hommes, sont transportées par 216 convois ferroviaires de Rome (52e Division d'infanterie (Divisione fanteria) « Torino »), Crémone (Commandement du CSIR) et Vérone (9e division d'infanterie « Pasubio » et 3e Division mécanisée (Divisione Celere) « Principe Amedeo duca d'Aosta ») jusqu'aux villes de Marmaros Sziget, Felsővisó et Borșa d'où les troupes partent le plus souvent à pied rejoindre le théâtre des opérations.
Cette marche de plusieurs centaines de kilomètres, empruntant les mauvaises voies de circulation traversant la Roumanie, la Moldavie, la Bessarabie et l'Ukraine, a donc été souvent faite à pied, parfois à cheval, par manque de moyens mécaniques appropriés, provoquant un fort retard par rapport au programme initialement établi.
Le commandant du CSIR, le général du corps d'armée Francesco Zingales, tombe malade pendant le trajet et est hospitalisé à Vienne le 13 juillet 1941 ; il est remplacé le 17 juillet par le général Giovanni Messe.
Dès son arrivée, le corps d'armée est placé sous l'autorité de la 11e armée allemande du général Eugen von Schobert, déployée en Ukraine, secteur du groupe des armées Sud dirigées par le maréchal Gerd von Rundstedt.

## Contingent initial
Le corps expéditionnaire initial se composait des grandes unités suivantes :
- 9e division d'infanterie Pasubio (it)
- 52e division d'infanterie Torino (it)
- 3e division rapide Principe Amadeo Duca d'Aosta (it)
- 63e légion de chemises noires Tagliamento (it)
- 63e bataillon d'accompagnement
- 79e bataillon d'accompagnement
- 30e groupement d'artillerie de corps d'armée
- 60e, 61e et 62e groupes d'artillerie - canons 105/32
- 4e et 19e groupes DCA - canons de 75/46
- 95e et 97e batteries DCA - canons de 20 mm

Au total, l'effectif de l'ensemble des unités s'élevait à 2 900 officiers et 58 800 soldats. Le matériel se composait de 5 500 véhicules, 220 pièces d’artillerie, 61 chars légers L3/35 et 4 600 chevaux,,.
Le Corps expéditionnaire italien comprenait également un corps aérien : le Corpo Aereo al Fronte Orientale (CAFO) équipé de 89 avions dont 51 chasseurs (Macchi M.C.200), 32 appareils de reconnaissance (Caproni Ca.113 et Ca.311) et six avions de transport (Savoia-Marchetti SM.81).

## Opérations de guerre du CSIR (août 1941-juillet 1942)
En août 1941, le CSIR est engagé pour la première fois dans des combats en appui de la 11e armée allemande. Le CSIR poursuit notamment les unités soviétiques en déroute entre les fleuves Boug et Dniestr. Tandis que la 11e armée assiège Odessa, le CSIR est rattaché au premier groupe de Panzer du général von Kleist.
Bien que le CSIR n'ait pas été impliqué directement dans le siège d'Odessa, il a cependant participé à l'occupation de la région environnante après la chute de la ville, le 16 octobre 1941.
Du 20 octobre au 2 novembre 1941, Kleist a employé le CSIR lors de l'assaut sur la ville de Stalino (actuelle Donetsk), un important centre sidérurgique en Ukraine orientale, et dans l'occupation des villes voisines de Gorlovka et Rikovo.

## Armée italienne en Russie ARMIR
En juillet 1942, Mussolini renforce la présence italienne sur le front de l'Est et le CSIR devient VIIIe armée italienne ou encore Armata Italiana in Russia (Armée italienne en Russie), l'ARMIR, subordonnée au groupe d'armées B sous les ordres du maréchal Maximilian von Weichs.
Le général italien Italo Gariboldi prend le commandement de l'ARMIR nouvellement formée, à la place du général Messe qui, en tant que commandant du CSIR, était opposé à un élargissement du contingent italien en Russie avant qu'il ne soit correctement équipé et a donc été destitué.
Avant de commander l'ARMIR, Gariboldi était le gouverneur général de Libye. Après la guerre, il a été critiqué pour avoir été trop soumis aux Allemands.
Mussolini envoie sept nouvelles divisions en Russie, ces unités sont ajoutées aux « Torino », « Pasubio » et « Principe Amedeo duca d'Aosta », déjà stationnées en Russie dans le cadre du CSIR, portant le total de celles-ci à dix dont quatre nouvelles divisions d'infanterie (Divisione fanteria) et trois nouvelles divisions alpines (Divisione Alpini) :
- 2e division d'infanterie Sforzesca (it) ;
- 3e division d'infanterie Ravenna (it) ;
- 5e division d'infanterie Cosseria (it) ;
- 156e division d'infanterie Vicenza.
- 2e division alpine tridentine ;
- 3e division alpine Julia ;
- 4e division alpine Cuneese (it).

Soit un total de 229 005 soldats, 25 000 chevaux, 16 700 véhicules, 31 chars légers type L6/40 et 19 canons automoteurs L-40 Semovente de 47 mm, 941 pièces d’artillerie et un corps aérien (CAFO) renforcé par des avions Macchi M.C.202 Folgore et Fiat BR.20/M. Cigogna, soit 23 appareils de reconnaissance et 41 de chasse.

## Opérations de guerre de l'ARMIR

### Contexte: la bataille de Stalingrad
Le 28 juin 1942 la Wehrmacht lance l'operation Fall Blau pour s'emparer des gisements de pétrole du Caucase. Manquant de troupes pour garnir sa ligne de front qui augmente de près de mille kilomètres, la Wehrmacht fait appel aux contingents de l'Axe pour protéger les flancs de son offensive. Cependant, en proie à de sévères problèmes de logistique, les Allemands font peu de cas des unités de leurs alliés, qui en plus d'être sous-équipées doivent faire face à une pénurie de ravitaillement.
Initialement prévue pour aller combattre dans les montagnes du Caucase, l'ARMIR est finalement détournée pour aller prendre des positions défensives le long du Don afin de couvrir le flanc de la 6e armée allemande qui avance vers Stalingrad.

### Première bataille défensive du Don
Fin juillet 1942, l'ARMIR prend position sur la rive droite du Don. Dès leur arrivée dans les premiers jours du mois d'août, les tirailleurs (Bersaglieri) de la division « Principe Amedeo duca d'Aosta » doivent faire face à une attaque des 21e et 63e armées soviétiques au confluent du Don et de la Khoper, à Serafimovitch, à la jonction entre l'ARMIR et la 6e armée. Les bersagliers et leurs voisins allemands de la 79e division d'infanterie ne peuvent empêcher la formation d'une tête de pont qui résistera à toutes leurs tentatives de reconquête malgré l'appui, plus tard dans le mois, de la 22e Panzerdivision.

### Deuxième bataille défensive du Don
La contre-offensive soviétique de l'hiver 1942-1943 est constituée d'une série d'opérations distinctes, mais qui s’enchaînent parfois sur des périodes très rapprochées ; aussi l'historiographie italienne regroupe-t-elle en une seule « deuxième bataille défensive du Don » ce que les Russes décrivent comme « l'opération Saturne » et l'« offensive Ostrogojsk-Rossoch ».

#### Prélude: l'opération Uranus

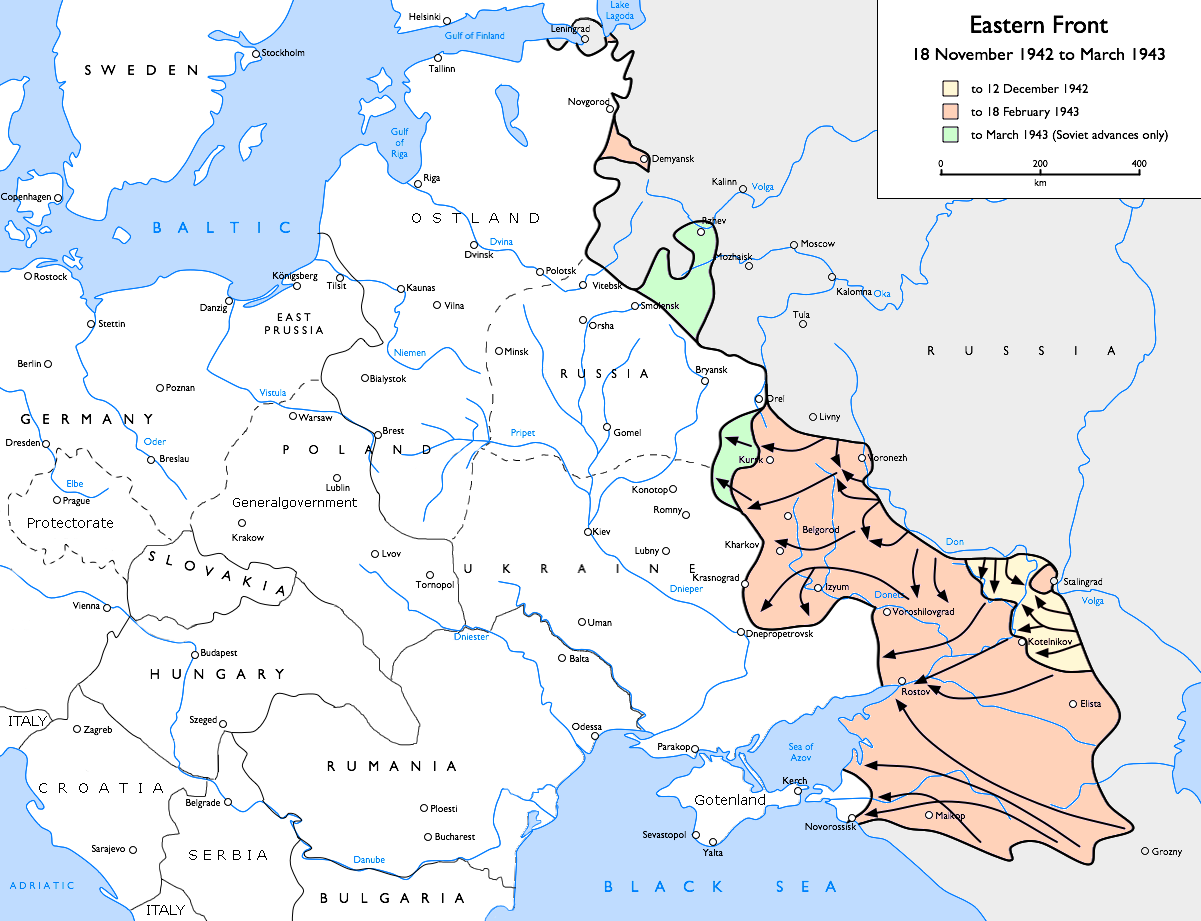
Avancée soviétique durant les opérations Uranus, Mars et Saturne.

À la fin de l'automne 1942, les lignes italiennes s'étendent sur plus de 250 km, entre la 2e armée hongroise et la 3e armée roumaine, qui a remplacé la 6e armée allemande pour lui permettre de dégager des troupes afin de renforcer son assaut contre Stalingrad où la 62e armée soviétique lui tient tête depuis neuf semaines.
Les Italiens forment un écran de défense léger le long de la rivière : aucune ligne de tranchées n'ayant été creusée, ni de positions défensives efficaces mises en place. Les fortes chutes de neige et le gel intense gênent considérablement le mouvement des troupes, par ailleurs relativement mal équipées.
La situation pour les troupes allemandes à Stalingrad reste stable jusqu'au 19 novembre 1942 quand les Soviétiques lancent « l'opération Uranus », une offensive qui vise à encercler la 6e armée allemande et le gros de la 4e armée panzer.
Pour ce faire, au nord de Stalingrad, les Soviétiques enfoncent, à partir de la tête de pont de Serafimovitch, le front défendu par la 3e armée roumaine, et une deuxième attaque au sud de la ville enfonce les positions de la 4e armée roumaine. Les deux « pinces » se referment à Kalatch-sur-le-Don, 80 km à l'ouest de Stalingrad, seulement quatre jours après le début de l'opération.
La nouvelle ligne de front s'établit le long des rivières Krivaïa et Tchir. Elle n'est tenue que par le détachement d'armée Hollidt, composé des quelques troupes roumaines survivantes, d'unités de marche levées à la hâte et d'une poignée de divisions d'infanterie, seuls renforts que les Allemands ont pu trouver. Le contingent italien se trouve donc en porte-à-faux, avec un flanc droit largement exposé.

#### Décembre 1942: Opération Saturne
La situation pour les troupes italiennes le long du Don reste stable jusqu'à ce que les Soviétiques lancent « l'opération Saturne » le 16 décembre 1942. Le but de cette opération était de couper les principales voies de ravitaillement allemandes, qui passaient derrière le front italien. Après avoir dû envoyer une de leurs armées vers Stalingrad, les Soviétiques réduisent l'ampleur de l'opération et la rebaptisent « petit Saturne », elle n'en vise pas moins l'anéantissement du centre et de l'aile droite la VIIIe armée italienne.
Au centre du dispositif italien, la 6e armée soviétique et la 1re armée de la garde, fortement dotées en blindés et massivement soutenues par l'aviation, attaquent le secteur défendu par les divisions d'infanterie « Ravenna » et « Cosseria ». Bien qu'en infériorité numérique de 9 contre 1, les Italiens résistent jusqu'au 19 décembre.
Le 16 décembre, tous les assauts lancés par l'infanterie soviétique depuis la tête de pont de Verkhniy Mamon sont repoussés, mais, le lendemain les Soviétiques lancent dans la bataille leurs corps blindés, ce qui oblige la « Ravenna » à reculer. Le 19, les lignes sont irrémédiablement percées et les chars soviétiques s'enfoncent de 40 km dans les arrières italiens.
La veille, 18 décembre, sur la Tchir, la 3e armée de la garde a percé les lignes du groupe Hollidt qu'elle attaque depuis deux jours.
Le 21 décembre, les colonnes soviétiques font leur jonction à Degtevo, 40 km au nord de leur objectif de Millerovo et 80 km au sud des lignes italiennes sur le Don.
Ce grand enveloppement coupe de leurs arrières le XXVe corps italien et le 29e corps allemand et crée bientôt une brèche de 240 km de large et 135 km de profondeur dans le front de l'Axe.
À court de carburant, les Italiens doivent retraiter à pied, dans un froid mortel, au milieu des corps blindés soviétiques, en tentant d'échapper au « nettoyage » de l'infanterie et aux attaques de partisans.
Quelques groupes parviennent à se replier vers des points fortifiés comme Chertkovo (« Pasubio » et « Torino ») ou Millerovo, mais peu parviennent à échapper à l'encerclement et les pertes (tués, prisonniers et disparus) se comptent en dizaines de milliers d'hommes.
Après onze jours de combats, les divisions italiennes « Pasubio », « Torino », « Principe Amedeo duca d'Aosta » et « Sforzesca » ainsi que la 298e division allemande, encerclées, sont détruites.
Plus a l'ouest, la division alpine italienne « Julia » (intégrée au XXIV Panzerkorps allemand) est envoyée pour protéger le flanc droit des Alpini désormais découvert. Elle doit faire face à d'incessants combats pour maintenir la ligne de front sur la rivière Kalitva.
Mais bientôt, le Don est suffisamment gelé pour laisser passer les chars, ce qui permet aux Soviétiques de lancer la deuxième phase de leur offensive sur le Don.

#### Janvier 1943: opération Ostrogojsk-Rossoch
Le 14 janvier 1943, après une courte pause, la 6e armée soviétique attaque les divisions alpines du Corps de montagne italien. Ces unités, placées sur le flanc gauche de l'armée italienne, sont encore relativement peu affectées par la bataille. Toutefois, la position des Alpini devient critique après l'effondrement simultané du centre défensif italien, de l'aile droite italienne et des troupes hongroises à leur gauche. Les Divisions « Julia » et « Cuneense » sont détruites. Les membres du 1er régiment d'Alpini, partie de la Division « Cuneo », brûlent les drapeaux régimentaires pour empêcher leur prise par l'ennemi. Néanmoins, une partie du Corps de montagne italien et d'autres troupes annexes échappent à l'encerclement.
L'appui aérien soviétique a provoqué la mort du général Paolo Tarnassi, commandant de la force blindée italienne en Russie.
Pendant ce temps le 17 décembre 1942, la 2e armée de la garde et la 5e armée de chars soviétiques ont attaqué et défait ce qui restait des forces roumaines à la droite des Italiens et les 3e et 40e armées soviétique atteignent les forces hongroises situées à la gauche du dispositif italien.
Le 26 janvier 1943, après de violents combats qui ont abouti à la bataille de Nikolaïevka, les restes des Alpini échappent à l'encerclement et atteignent les nouvelles positions défensives mises en place à l'ouest par les Allemands. La seule unité de combat opérationnelle est la Division Alpine. Les Alpini mènent l'assaut final par petits groupes à Nikolaïevka, mais bon nombre des troupes qui ont réussi à s'échapper sont victimes du gel, gravement malades et profondément démoralisées.
Dans l'ensemble, environ 130 000 Italiens ont été encerclés par l'offensive soviétique. Selon des sources italiennes, environ 20 800 soldats sont morts au combat, 64 000 ont été capturés, et 45 000 ont été en mesure de se retirer.
Lorsque les troupes italiennes survivantes ont été finalement rapatriées en Italie, le régime fasciste a essayé de les cacher à la population, tant leur état était épouvantable.

## Forces navales italiennes engagées
Une unité de la Marine Royale italienne (Regia Marina), détachée de la Xe Flottiglia MAS est opérationnelle en mer Noire sous la désignation 101e Flottiglia MAS, sous le commandement du capitano di fregata Francesco Mimbelli. Elle était initialement composée de quatre, puis sept vedettes lance-torpilles MAS, trois sous-marins de poche de classe CB, cinq vedettes rapides et cinq engins d'assaut explosifs (Barchino esplosivo).
L'unité est transférée par voie terrestre jusqu'à la mer Noire où elle arrive au mois de mai 1942, sous l'appellation « Autocolonna M.O. Moccagatta », avec pour bases les ports de Yalta et Théodosie, sur la péninsule de Crimée.
Les vedettes MAS et les sous-marins sont aussitôt utilisés au siège de Sébastopol, attaquant le trafic intéressant la place forte. Après la chute de Sébastopol le 4 juillet 1942, l'unité est déplacée vers la mer d'Azov afin de protéger le trafic naval allemand, puis patrouiller le long des côtes contrôlées par les forces soviétiques.
Le manque de combustible et l'évolution négative du conflit sont un obstacle à l'activité de l'unité et le 20 mai 1943, les MAS restantes sont cédées à la Kriegsmarine et les équipages rapatriés. Les sous marins continuent leur activité avec des équipages italiens jusqu'au mois d'août 1943 à partir de la base de Sébastopol. À la suite de l'armistice de Cassibile officialisé le 8 septembre 1943, les équipages sont capturés par les Allemands et le matériel en fin de vie acheté par les Roumains avant d'être capturé par les forces soviétiques à Constanța en 1944.
Pendant son activité, l'unité réussit à couler trois navires de transport et trois sous-marins soviétiques, à endommager le croiseur Molotov et le destroyer Kharkov. Les pertes étant un sous-marin CB et deux MAS.
Une autre petite unité navale est active entre le 15 août et le 22 octobre 1942 sur le lac Ladoga, en appui aux troupes allemandes et finlandaises employées au siège de Leningrad. L'unité, appelée XIIe Squadriglia MAS, est commandée par le capitaine de corvette Bianchini et disposait de seulement deux MAS. Employée dans la chasse au trafic naval soviétique, l'unité coula une canonnière et un navire de transport. Avec l'arrivée de l'hiver, les MAS sont cédés aux Finlandais et les équipages italiens rapatriés.

## Les pertes
- Entre le 5 août 1941 et 30 juillet 1942, le CSIR compte 1 792 morts ou disparus et 7 858 blessés et gelés.
- Entre le 30 juillet et le 10 décembre 1942, l'ARMIR compte 3 216 morts ou disparus et 5 734 blessés ou gelés.

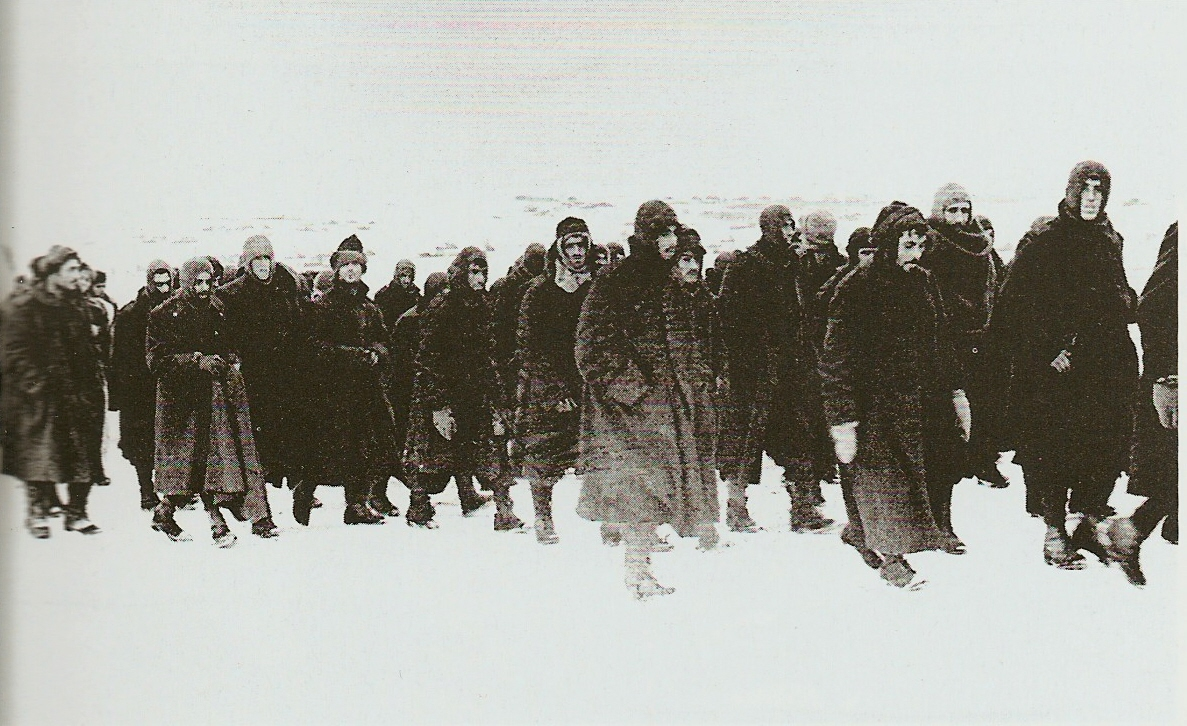
Prisonniers italiens de l'ARMIR (1943).

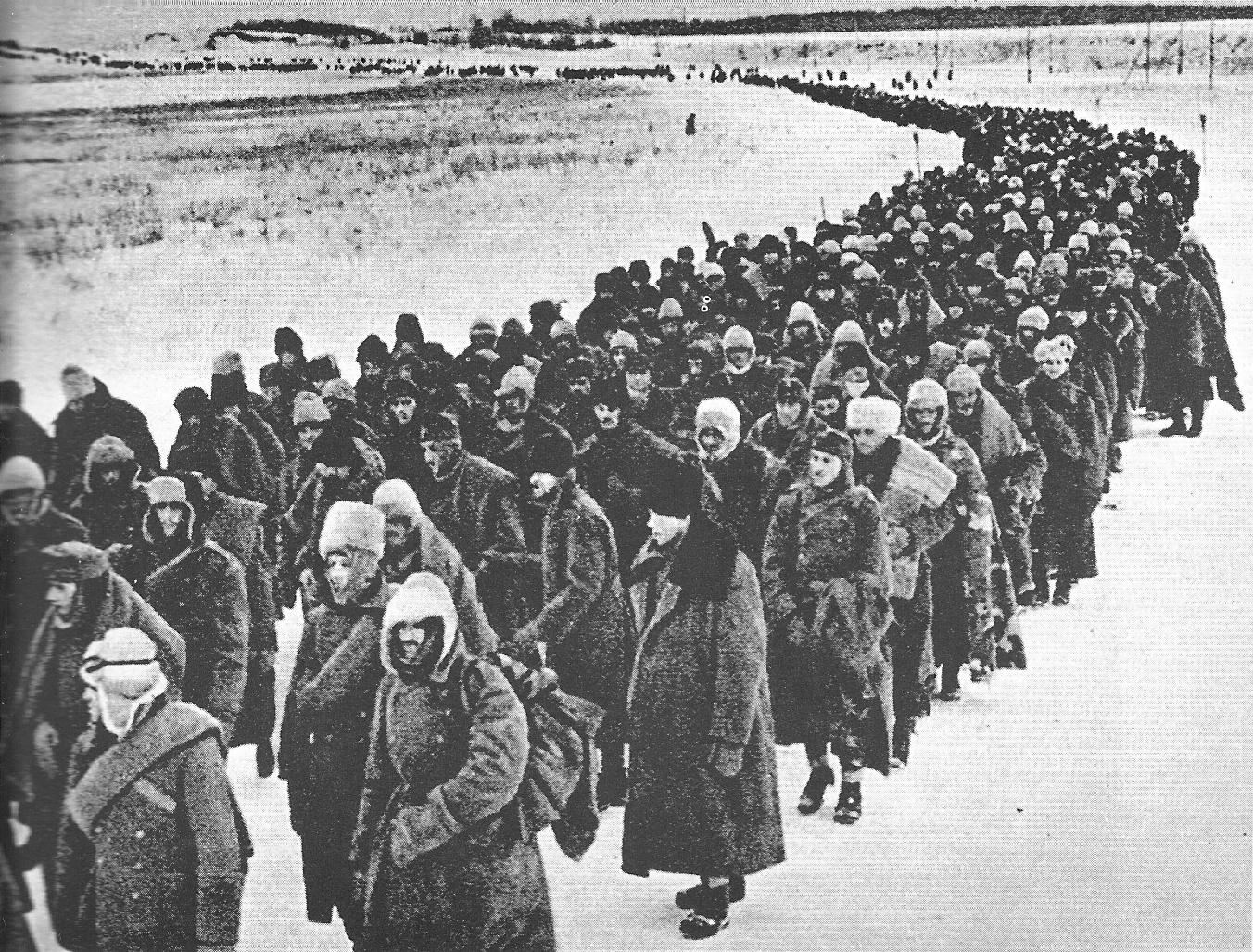
Colonne de prisonniers italiens, roumains et allemands capturés lors de l'offensive soviétique (hiver 1942-1943).

- Concernant les pertes subies au cours de la bataille sur le Don et la retraite (11 décembre 1942 - 20 mars 1943), les chiffres officiels parlent 84 830 soldats qui n'ont pas rejoint les lignes allemandes et indiqués comme portés disparus et de 29 690 blessés et gelés qui ont réussi rejoindre les lignes[9].

Les pertes s'élèveraient donc à environ 114 520 militaires sur un effectif engagé de 230 000.
La plupart du matériel est perdu : 97 % des armes à feu, 76 % des mortiers et des mitrailleuses, 66 % des armes individuelles, 87 % des véhicules et 80 % des quadrupèdes.

### Prisonniers et disparus
Sur le sort des disparus, la seule donnée certaine est que depuis 1946, 10 030 prisonniers de guerre italiens ont été rendus par l'URSS, les 28 derniers prisonniers, dont le général Alberto Massa Gallucci (it), ont été libérés en 1954.
On peut donc déduire que 74 800 militaires italiens sont morts en Russie, en quatre phases distinctes :
- pendant les combats sur le Don ;
- pendant la retraite ;
- en cours de transfert vers les camps de prisonniers (« marche de Davaj », terme issu du mot utilisé comme incitation par les soldats russes) et les transferts ultérieurs en train ;
- pendant la captivité elle-même.

Faire la part des victimes entre les différentes phases est très difficile, l'estimation des Italiens morts dans les camps de prisonniers ou au cours du voyage pourrait atteindre les 50 000.
Le nombre élevé de « disparus » est dû à l'incapacité de déterminer le moment où le soldat est tombé. Les enregistrements des autorités soviétiques n'ont été faites que pour ceux qui ont atteint les camps de prisonniers, mais beaucoup sont morts avant leur inscription.
L'ouverture des archives soviétiques a permis de donner une date et un lieu de mort certains à des milliers de « disparus. » Pour d'autres, le témoignage des survivants rentrés en Italie a permis de recueillir les informations nécessaires.
L'UNIRR, citant les autorités soviétiques a calculé que le nombre d'Italiens portés disparus est de 95 000. De ce nombre, environ 25 000 sont tombés sur le Don et pendant les batailles de retraite, et 70 000 sont faits prisonniers. Il s'ensuit que les morts en captivité sont environ 60 000,.